# ネッカーシュタイナハ
ネッカーシュタイナハ (ドイツ語: Neckarsteinach, ドイツ語発音: [nɛkarˈʃta‿inax]) はドイツ連邦共和国ヘッセン州ベルクシュトラーセ郡に属す都市。バーデン＝ヴュルテンベルク州のハイデルベルクから東に15kmのヘッセン州最南端、ネッカー川沿いに位置する。後述するように4つの城郭を有するため、4つの城の町Vier Burgeneckとしても知られる。

## 名前と紋章
この街の名前は、オーデンヴァルトを流れるシュタイナハ川がネッカー川に注ぐ河口に位置していることに由来する。シュタイナハ＝Steinachは>steiniger Bach<（石の小川）、すなわち「小石川」ほどの意味。Steinachを含む他の地名（例えば、Heiligkreuzsteinach）と区別できるようにNeckarsteinachとした。このタイプの初出は1465年の>Neckersteynach<。市の紋章は、ミンネゼンガーのブリッガー・フォン・シュタイナハに因んで、ハープの意匠が用いられている。

## 地理

### 位置

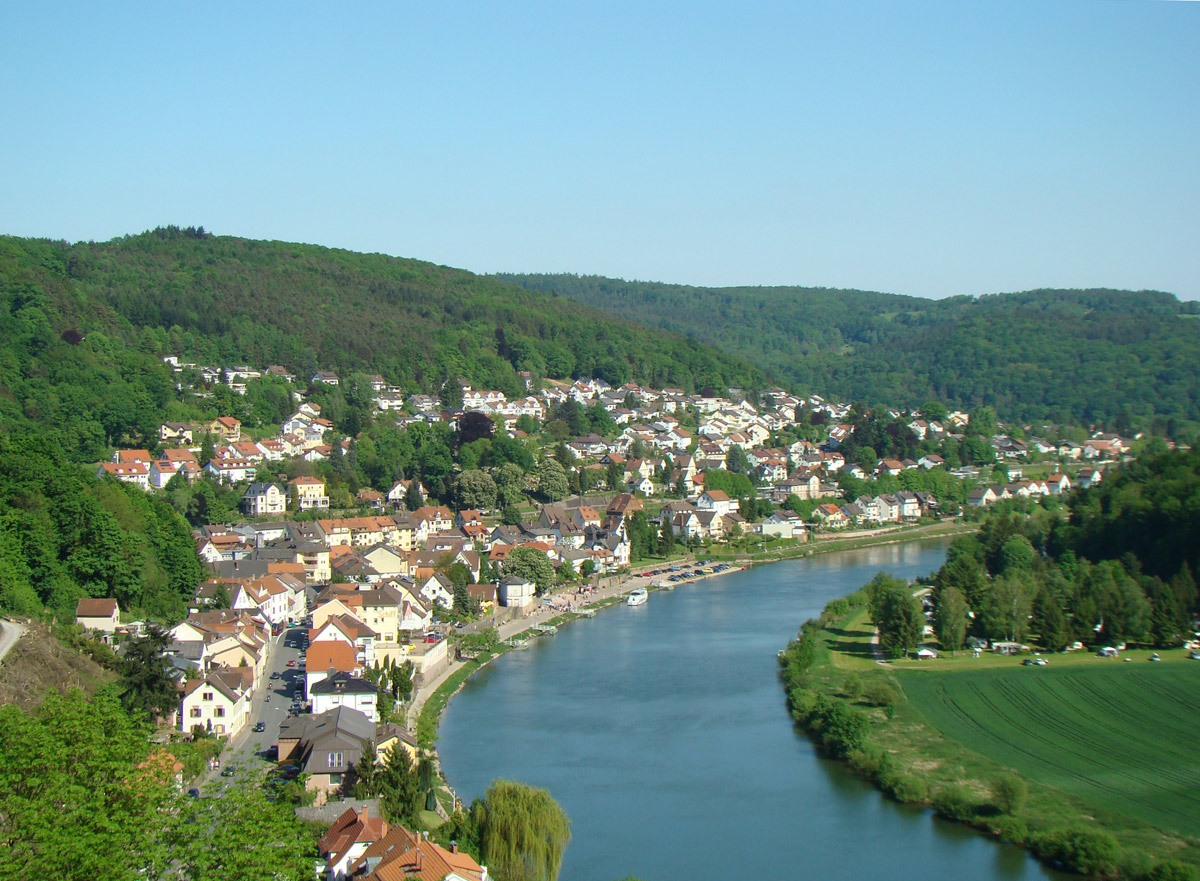
ヒンターブルクからのネッカーシュタイナハの眺め

ネッカーシュタイナハは、交通の上でも文化的にも、ハイデルベルク付近の北部バーデンの狭いネッカー渓谷によりヘッセン州の他の部分と結びついている。この街は、他の同郡に属す市町村とともにライン＝ネッカー＝ドライエックに属している。ネッカー川北岸を連邦道B37号線とネッカータール鉄道が通っている。シェーナウへ向かうかつての支線沿い、城山の背後にあたる市の北西部にもう一つの入植地が設けられた。東部の市区は小さいもので、連邦道B37号線の南に造船所から発展した工業地域が位置している。
ネッカーシュタイナハの中心部は、フォアデアブルクの南東下り斜面に位置しており、城下町として14世紀には城壁で囲まれていた。この集落は北と東にシュタイナハ川、南にネッカー川、西に城山と境を接している。ネッカーシュタイナハの風景は特にネッカー川を挟んで向かい合うディルスベルク城塞との対比で特徴づけられる。
ネッカーシュタイナハのダルスベルク市区とグライン市区は北のオーデンヴァルトへ登り斜面に位置する古い入植地である。ネッカーハウゼン市区はネッカー川を3km遡った場所にある。（ハイデルベルクの西、ラーデンブルクの対岸にあたるエーディンゲン＝ネッカーハウゼンの同名の地区と混同しないよう注意が必要である）

### 隣接する市町村
ネッカーシュタイナハは、北をヘッセン州のヒルシュホルン (ネッカー)（ベルクシュトラーセ郡）とやはりヘッセン州の市町村に属さない地域であるミヒェルブーフ、東をヒルシュホルンとシェーンブルン、南をネッカーゲミュント、西をシェーナウ（以上3市町村はいずれもバーデン＝ヴュルテンベルク州ライン＝ネッカー郡）と境を接している。

### 市の構成
2003年12月31日現在の市区別人口は以下の通り。
- ネッカーシュタイナハ: 3,160人
- ダルスベルク: 547人
- グライン: 142人
- ネッカーハウゼン: 266人

## 歴史

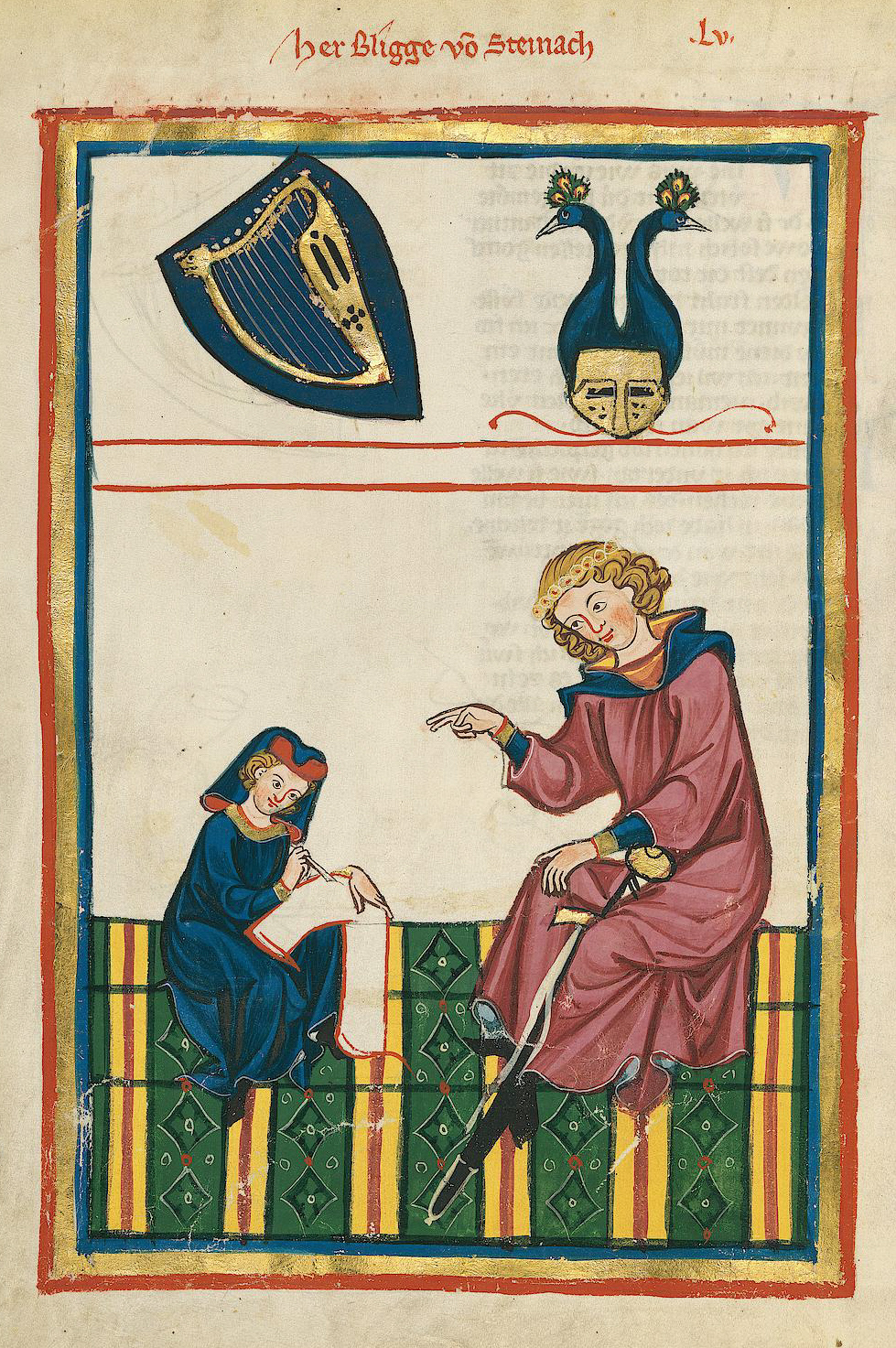
マネッセ写本に描かれたブリッガー・フォン・シュタイナハ

ネッカーシュタイナハに人が定住した最初は、おそらく先史時代にまで遡る。水と森の豊かなこの地域は狩猟と漁労に理想的な環境であり、冷たい北風や東風から護られた地形は定住するのに好適であった。7世紀にネッカーシュタイナハの周辺地域はロプデンガウに含まれ、その全域がヴォルムス司教領に属した。1142年に初めてレーエン領主としてブリッガー・フォン・シュタイナハの名が記録されている。ヴォルムス、ひいてはブリッガーとその子孫はネッカーシュタイナハに、この地の歴史と深く関わることになる4つの城を築いた。
14世紀のこの町は、領主のシュタイナハ家によって築かれた堅固な防壁に囲まれていた。これにより外壁に囲まれたフォアデアブルクと城下町は閉鎖的な城塞都市となっていた。この都市は、フォアデアブルクとヒンターブルクにそれぞれ半分ずつ属していた。1377年にネッカーシュタイナハは初めて「Stadt（都市）」と記録されているが、同時に宮中伯ルプレヒトの領主権も認められていた。1381年に初めて市役所が建設された。ここで15世紀前半に都市条例が制定されたが、その後改訂・補足された。現存する最も古い条例は1537年のものである。

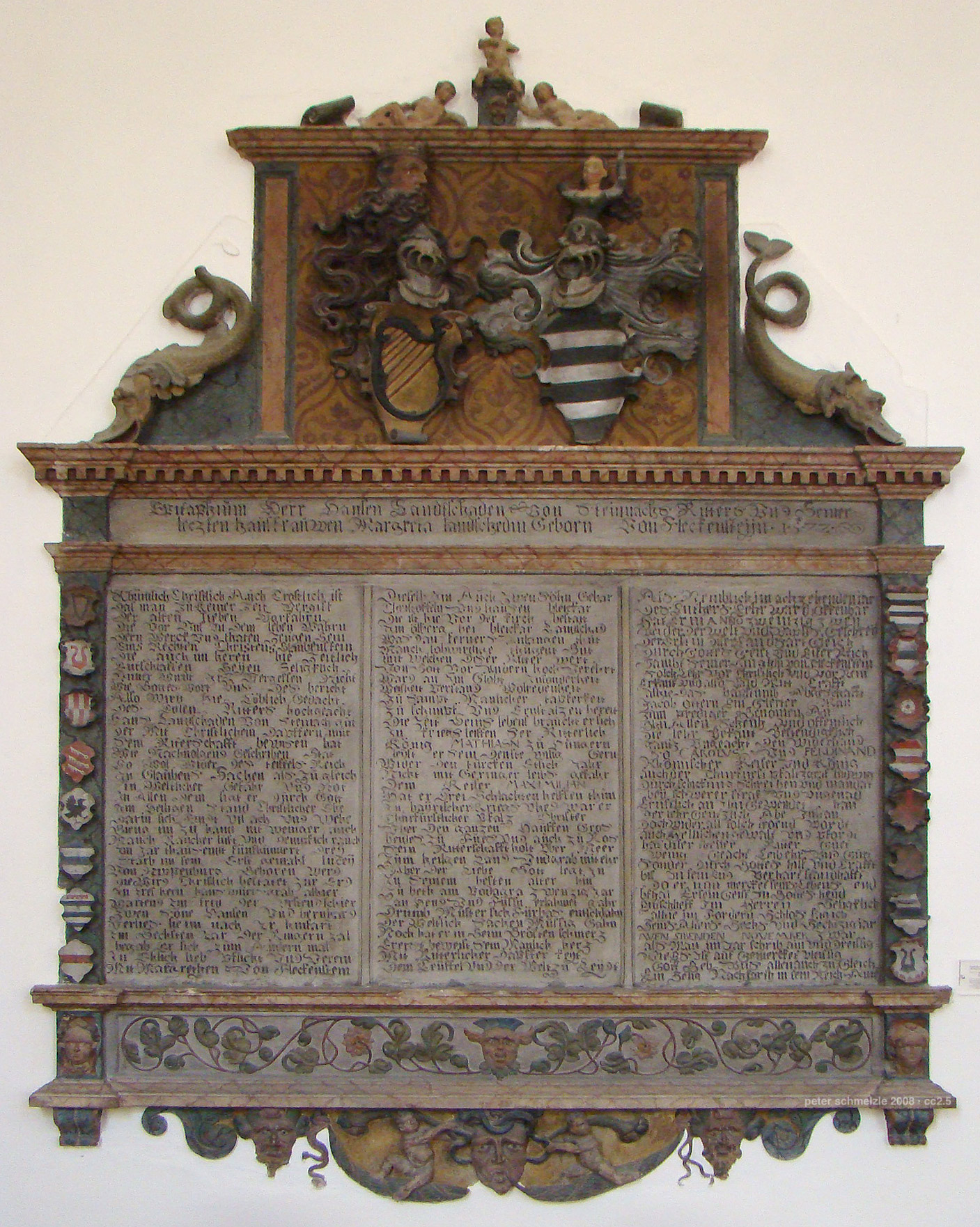
ハンス3世の墓碑

シュタイナハ領主家のハンス3世は1522年に早くもルター派の信仰を公言し、ネッカーシュタイナハに早速宗教改革をもたらした。1526年にはルター派の説教師ヤーコプ・オッターがこの街に招聘されている。
三十年戦争はこの都市に甚大な被害を与えた。ティリー伯率いるカトリック連盟軍は、1621年の秋にラーデンブルクを陥落させ、ネッカーシュタイナハをも占領すると、1622年4月に対岸のディルスベルク城の包囲戦を行った。その後カトリック軍は一時的にジンスハイムまで撤退したが、ヴィンプフェンの戦いの後再びこの街に到来し宿営した。この時ペストが猛威を振るった。1631年にバイエルンの占領軍はスウェーデン軍に追い払われた。その後ペストが再びこの街を襲った。
シュタイナハ領主家が1653年に断絶した後、ヴォルムス司教区とシュパイアー司教区はレーエン管理官を派遣した。このうち、シュパイアー司教区の管理官はヒンターブルクを居館とした。1657年に司教領のレーエンは、マインツ大司教の血縁者にあたるヴォルフ・ハインリヒ・メッテルニヒ・フォン・ブルシャイトの所領となった。この際、領主の相続人から自由領をも獲得している。メッテルニヒはカトリックを墨守しており、所領ではその信仰が再び奨励された。このためネッカーシュタイナハの教会は1662年から1908年まで多宗派共同の教会となり、最大3宗派が共同使用していた。プファルツ継承戦争では、フランス軍、ザクセン軍、ブランデンブルク選帝侯軍、バイエルン軍がネッカー渓谷を往来し、宿営地にされたり、軍税を徴収されたりした。
1638年以降、多くのロマンス語地域がプロテスタント化され、このため宗教上の理由でフランスから逐われたユグノー派の人々がネッカーシュタイナハに居を定めた。この中には織工や革なめし職人がおり、先の戦争ですべてを失ったこの都市に、経済復興をもたらした。
18世紀前半のネッカーシュタイナハは、スペイン継承戦争（1701年 - 1724年）、ポーランド継承戦争（1733年 - 1738年）、オーストリア継承戦争（1740年 - 1748年）に参軍した軍勢の宿営地や野戦病院の所在地として利用された。
1699年にネッカーシュタイナハ地方は女性も相続可能な所領としてカスパー・フーゴ・フォン・メッテルニヒ・ツゥ・ミュレナークのものとなった。ところがその後継者は1738年にネッカーシュタイナハ周辺の所領をフントハイム男爵の後継者に質入れした。フントハイム側は1744年に領主権をも手に入れ、メッテルニヒ側は担保を取り戻すことが不可能になった。両領主はそれぞれに市長を立て、領民も両派に分かれて激昂した議論を戦わせた。フーゴ・フランツ・ヴォルフガング・メッテルニヒは1750年頃にこの都市を再び平定し、領主権を統一した。しかし早くも1754年に彼が亡くなると、プファルツ選帝侯とヴォルムス司教が領主権を主張した。街はまず一旦プファルツ選帝侯領となったものの、1763年には皇帝の命令によりヴォルムスおよびシュパイアー司教本部領となった。さらに1803年には世俗化によりヘッセン領となった。
1842年から1843年にエーバーバッハからハイデルベルクへの国道が建設され、このために市壁が撤去された。1878年にはネッカー川に鎖牽引式船舶航行システムが設けられ、1879年にネッカーシュタイナハを通るネッカータール鉄道が完成した。

## 行政

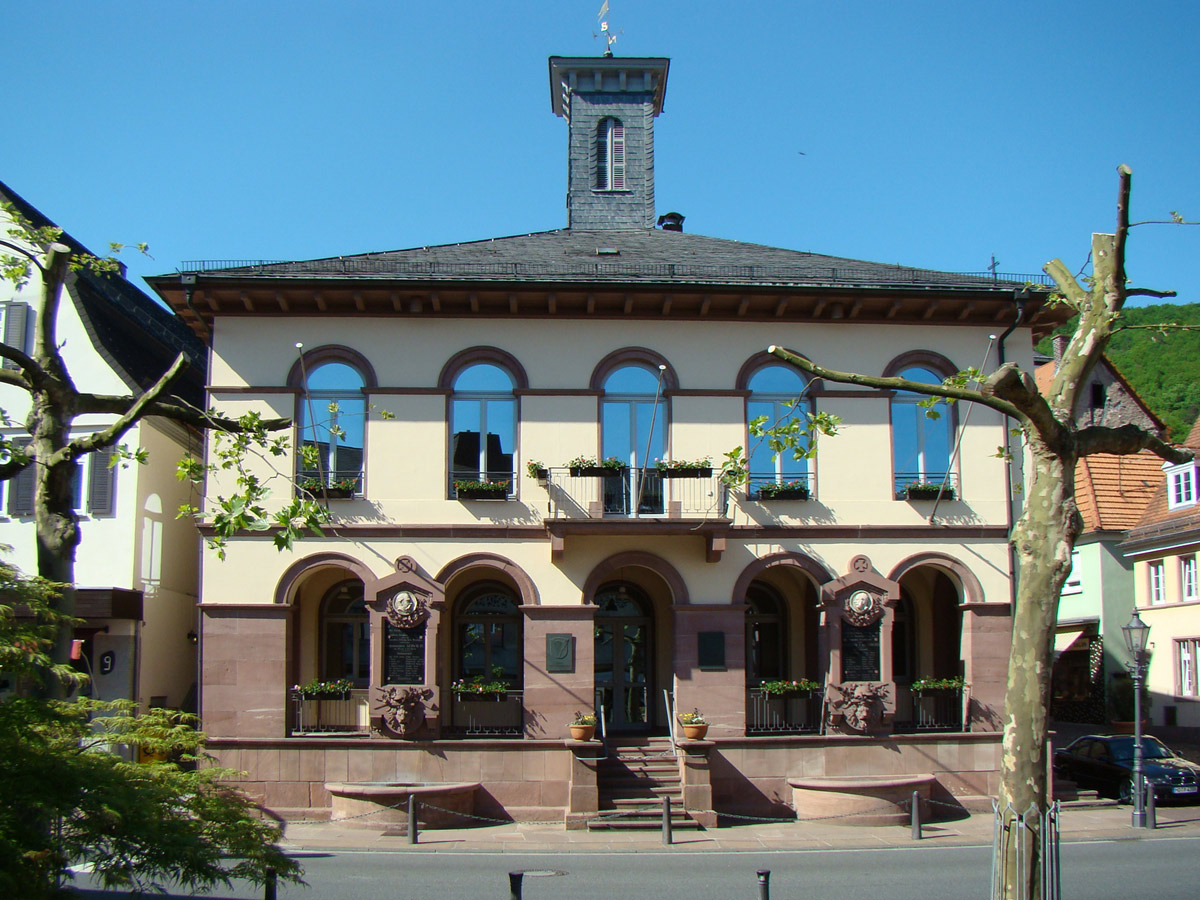
ネッカーシュタイナハ市役所

### 市議会
2006年3月26日の選挙時点で、ネッカーシュタイナハ市議会は19人の議員で構成されている。

### 市長
市長のエーバーハルト・ペトリは、2006年3月26日の選挙で73.8%の支持票を獲得し、再選された。

### 友好都市
- Pargny-sur-Saulx（フランス、マルヌ県）
- グライン(Grein)（オーストリア、オーバーエスターライヒ州）

## 文化と見所

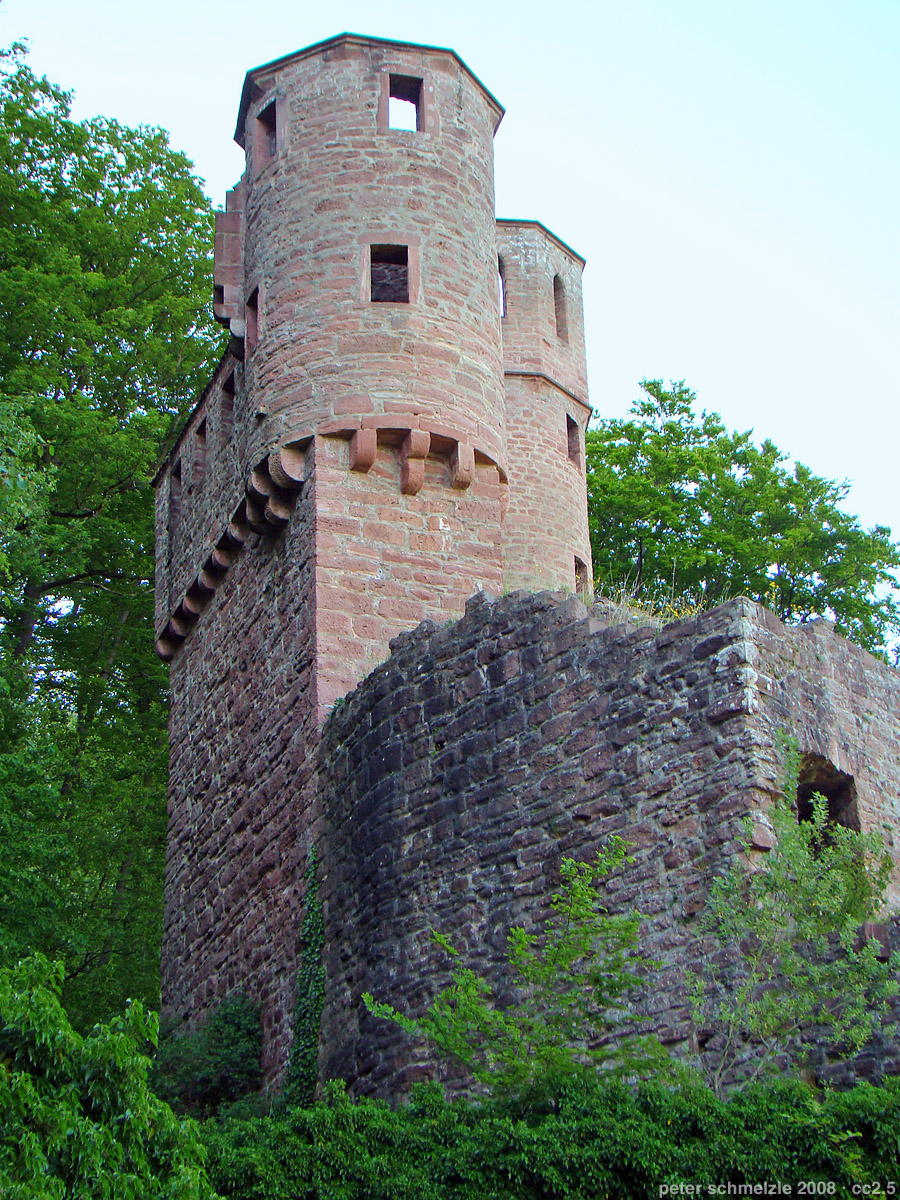
シャーデック城（ツバメの巣）

### 4つの城
ネッカーシュタイナハの最も重要な見所は、市中心部の西側にある山稜およびネッカー渓谷の斜面に建つ4つの城、フォアデアブルク、ミッテルブルク、ヒンターブルク、シャーデック（「ツバメの巣」とも呼ばれる）である。これらの城は1100年から1230年の間に、一部はヴォルムスおよびシュパイアー司教領のレーエンとして、一部は自由所領としてこの地を治めたシュタイナハ家(Landschad von Steinach)によって建設された。中世後期には、様々な下級貴族が城主となった。16世紀に、すべての城がLandschadの所有に戻された。1653年にこの家系が断絶し、メッテルニヒの家の家系の所領となったが、この家も1753年に断絶したためヴォルムスおよびシュパイアー司教の手に渡り、1803年の陪臣化・世俗化によりヘッセン領となった。ヘッセンはフォアデアブルクを私邸に売却し、ミッテルブルクとヒンターブルク城趾を自由所領の相続人であるドルト家に下賜した。ドルト家は後にフォアデアブルクも獲得し、ヒンターブルク城趾を返納した。ミッテルブルクは16世紀半ばにルネサンス様式の城館に改築され、さらに19世紀にゴシック様式に改装された。現在はヴァルスベルク＝ドルト家が住んでおり、フォアデアブルクはヴァルスベルク家の森林管理事務所となっている。ヒンターブルク城趾とシャーデック城趾は自由に近づくことができ、訪れることができる。特にシャーデックからは蛇行するネッカー川と対岸のディスルベルク城塞の眺望が楽しめる。

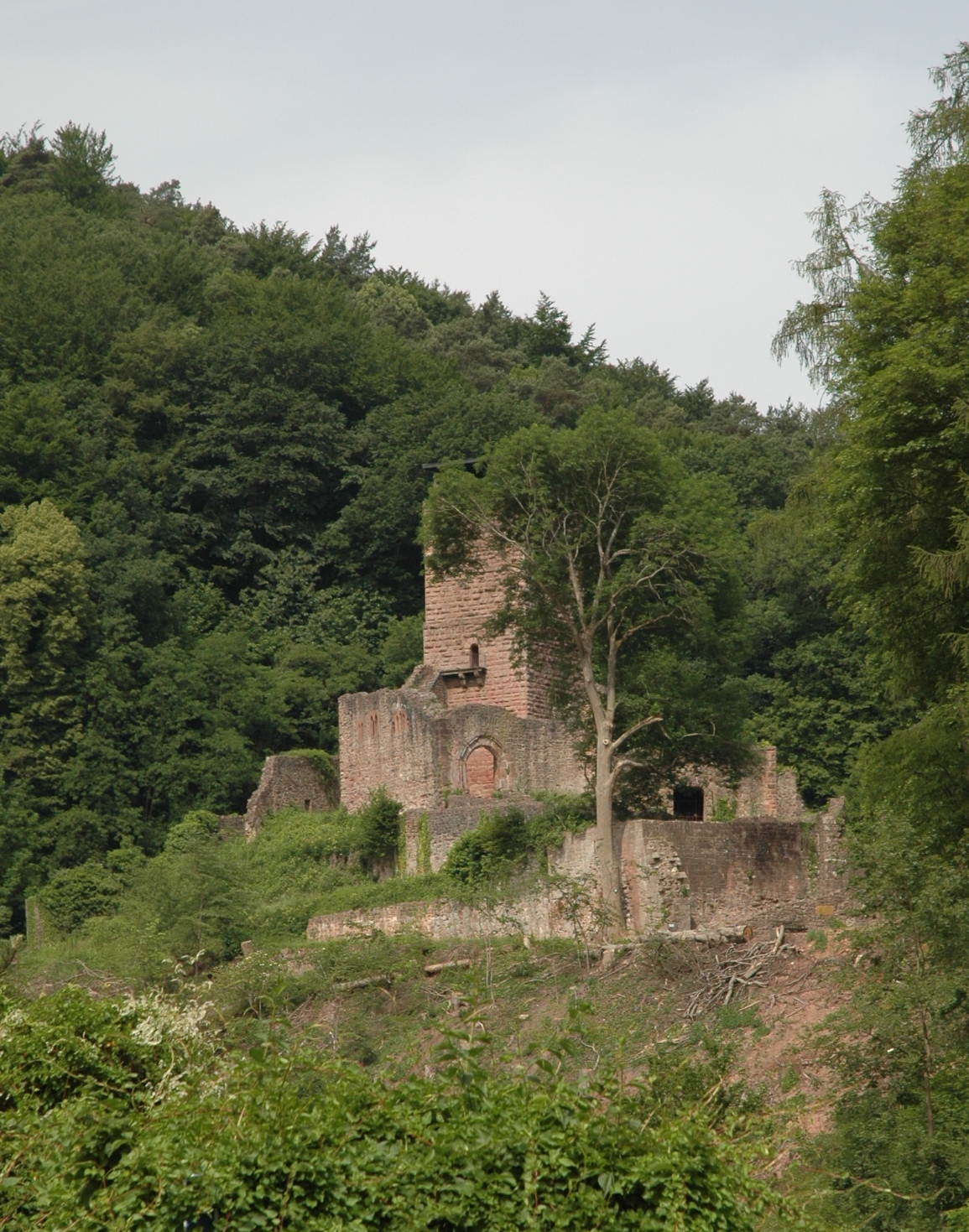
ヒンターブルク
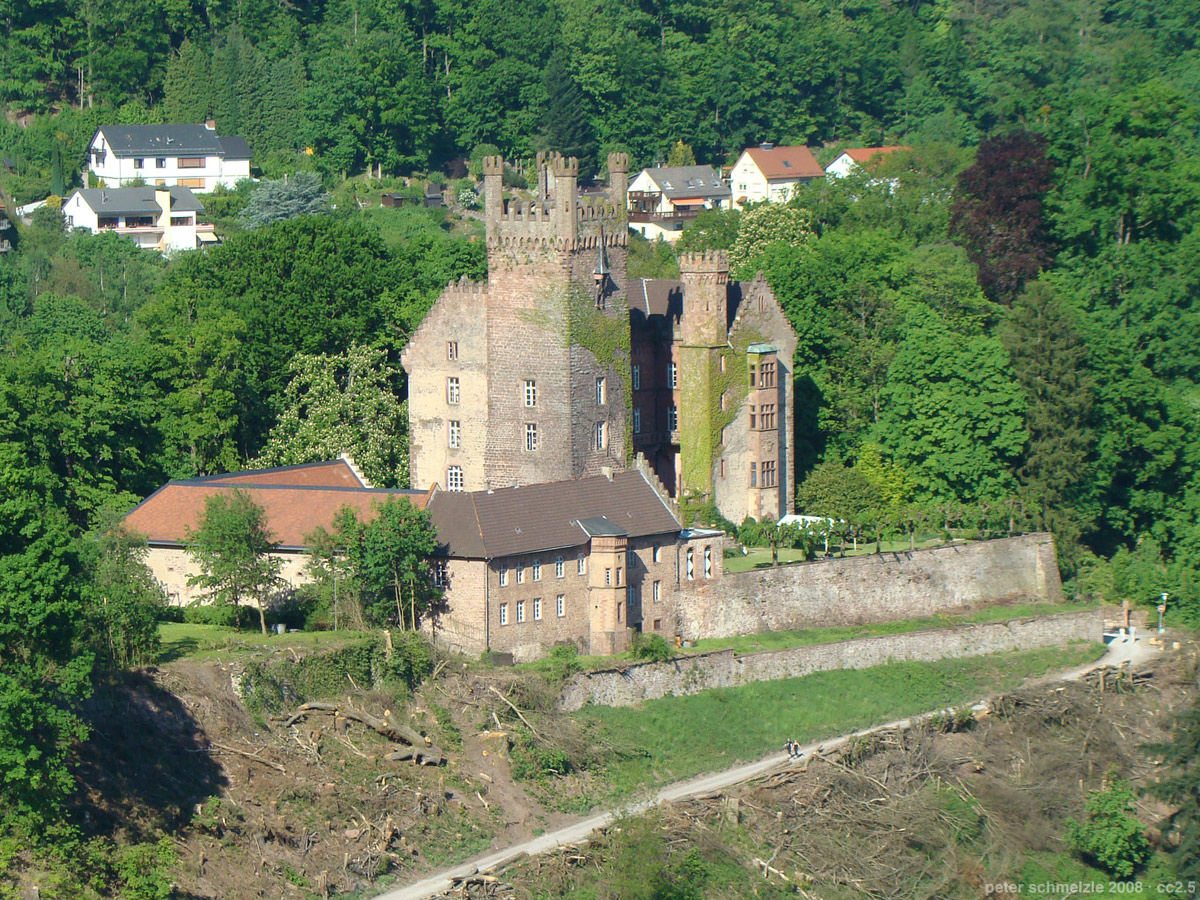
ミッテルブルク

### その他の建築

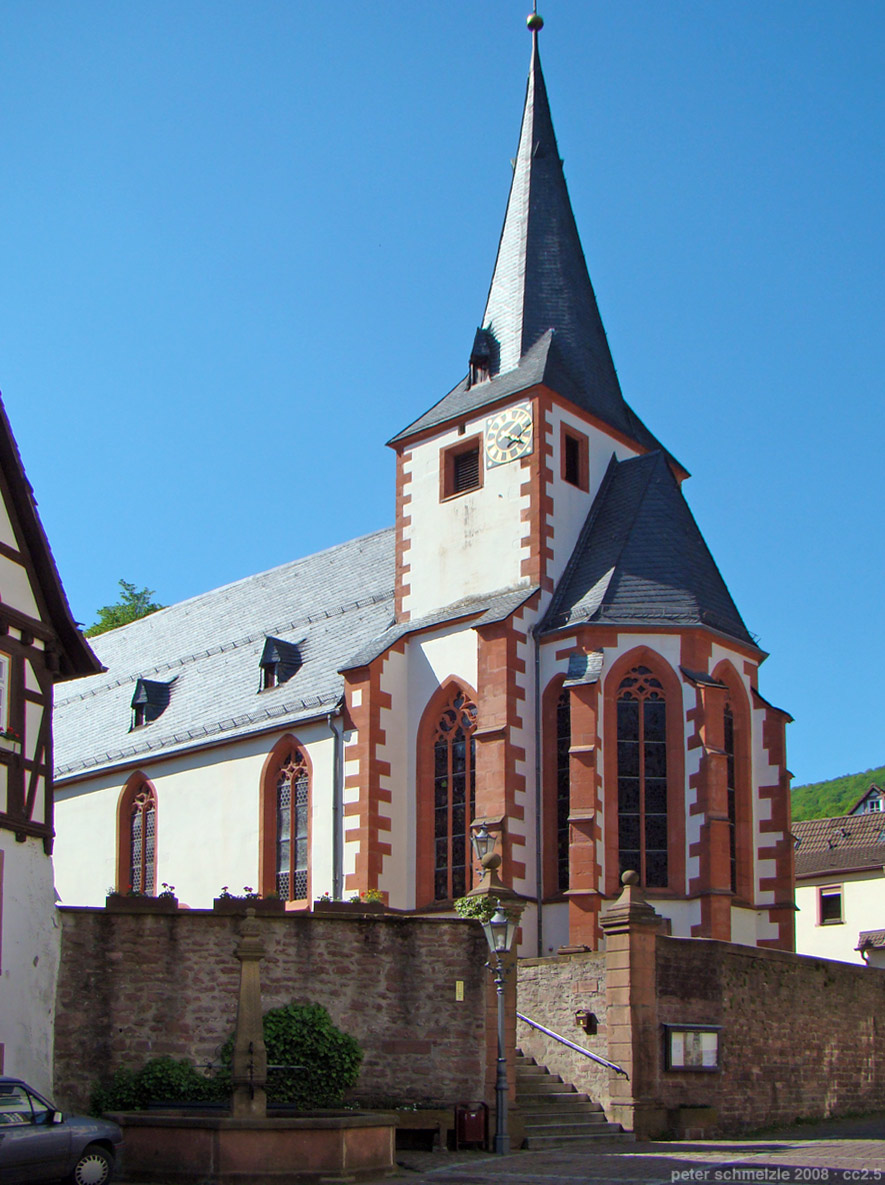
ネッカーシュタイナハのプロテスタント教会

ネッカーシュタイナハのプロテスタント教会は、元々村の教会であった。1483年にシュタイナハ家のブリック14世によって後期ゴシック様式で建てられた。教会は16世紀初めにプロテスタント化され、1662年から1908年まで3つの宗派の共同教会として用いられた。この教会の重要な文化財は、シュタイナハ家の数多くの墓碑と、1483年のステンドグラスのレプリカである。

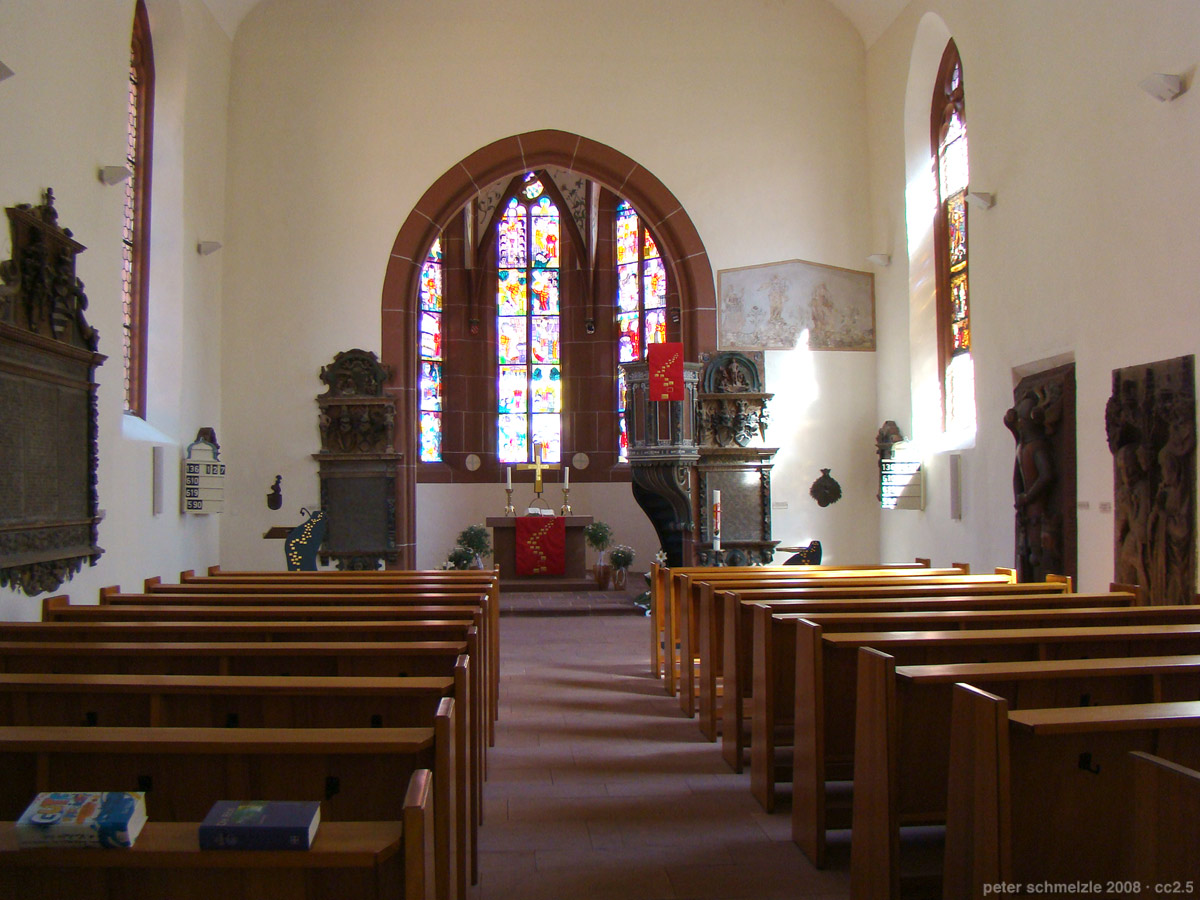
プロテスタント教会内陣
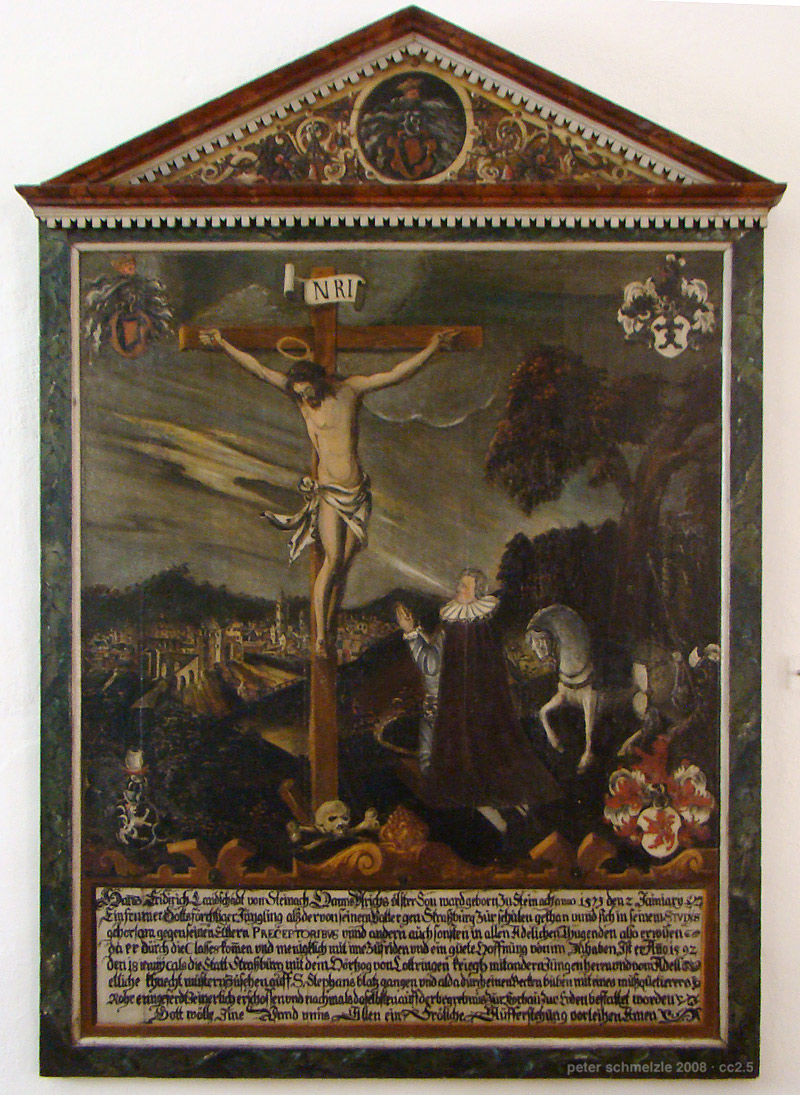
ハンス＝フリードリヒ・フォン・シュタイナハの墓碑
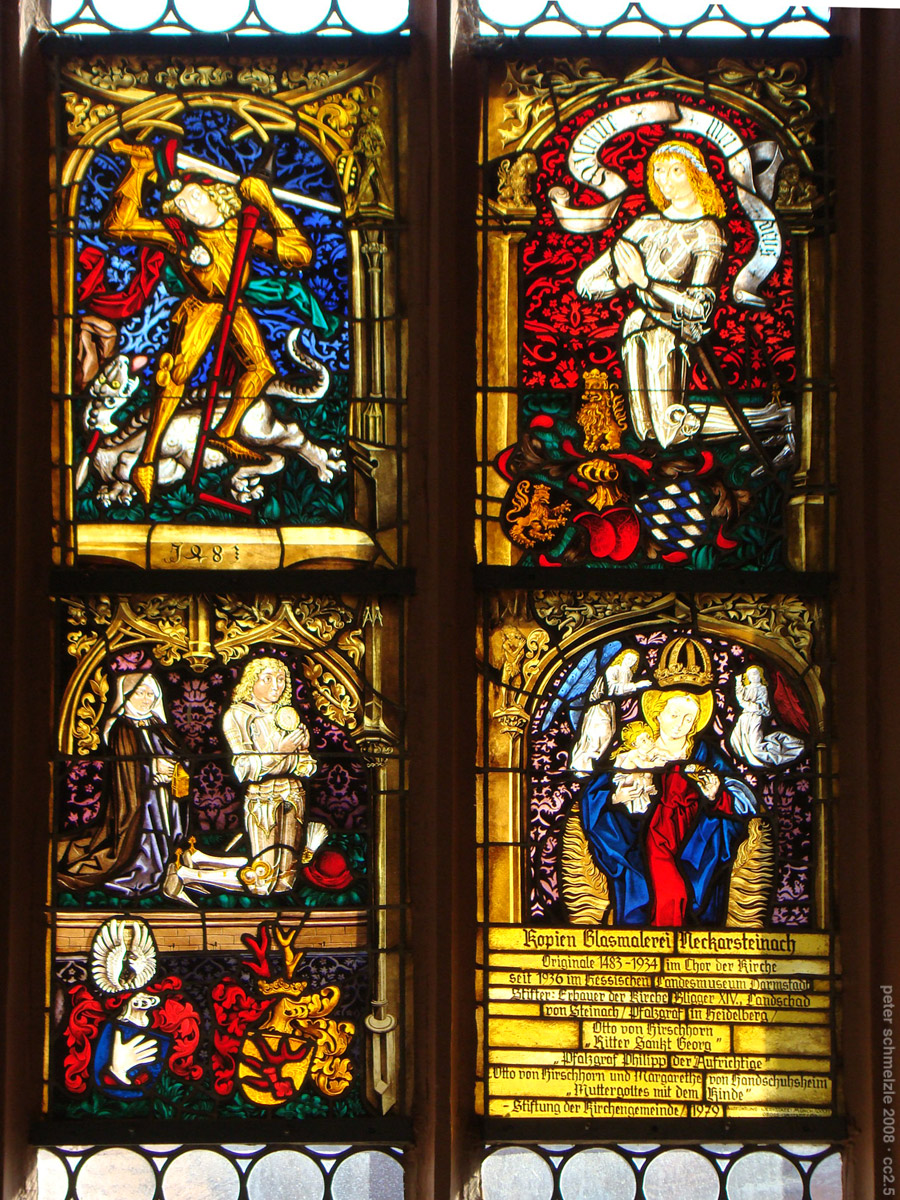
プロテスタント教会のステンドグラス

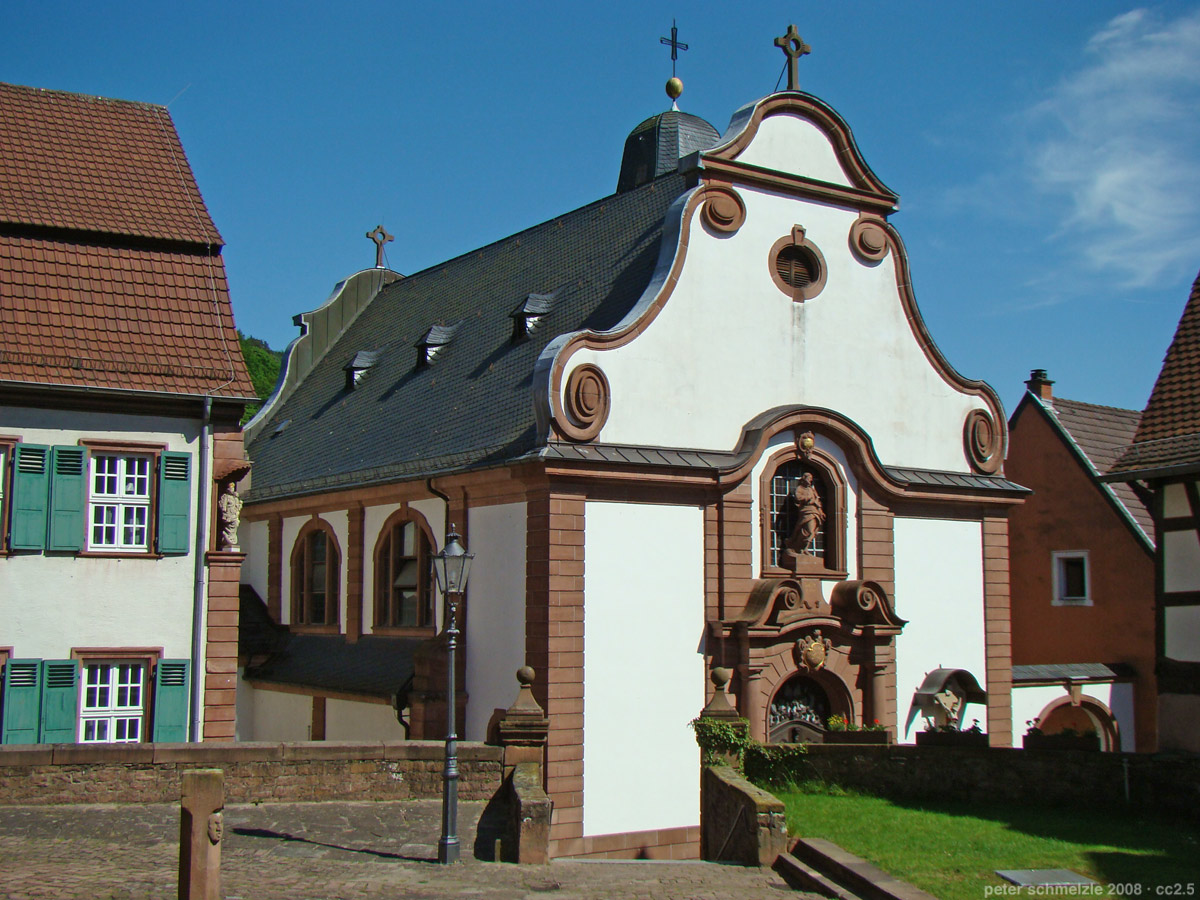
ネッカーシュタイナハのカトリック教会

カトリックのヘルツ＝イェーズ教会は、1906年から1908年にフリードリヒ・ピュッツァーにより建設されたネオバロック建築である。1750年の主祭壇は、中央に聖シュテファン像があるが、元々はマインツ＝ゴンゼンハイムの聖シュテファン教会のものであった。脇祭壇は、現在のカトリック教会が建造される前は、共同教会にあったもので、1711年に造られたものである。

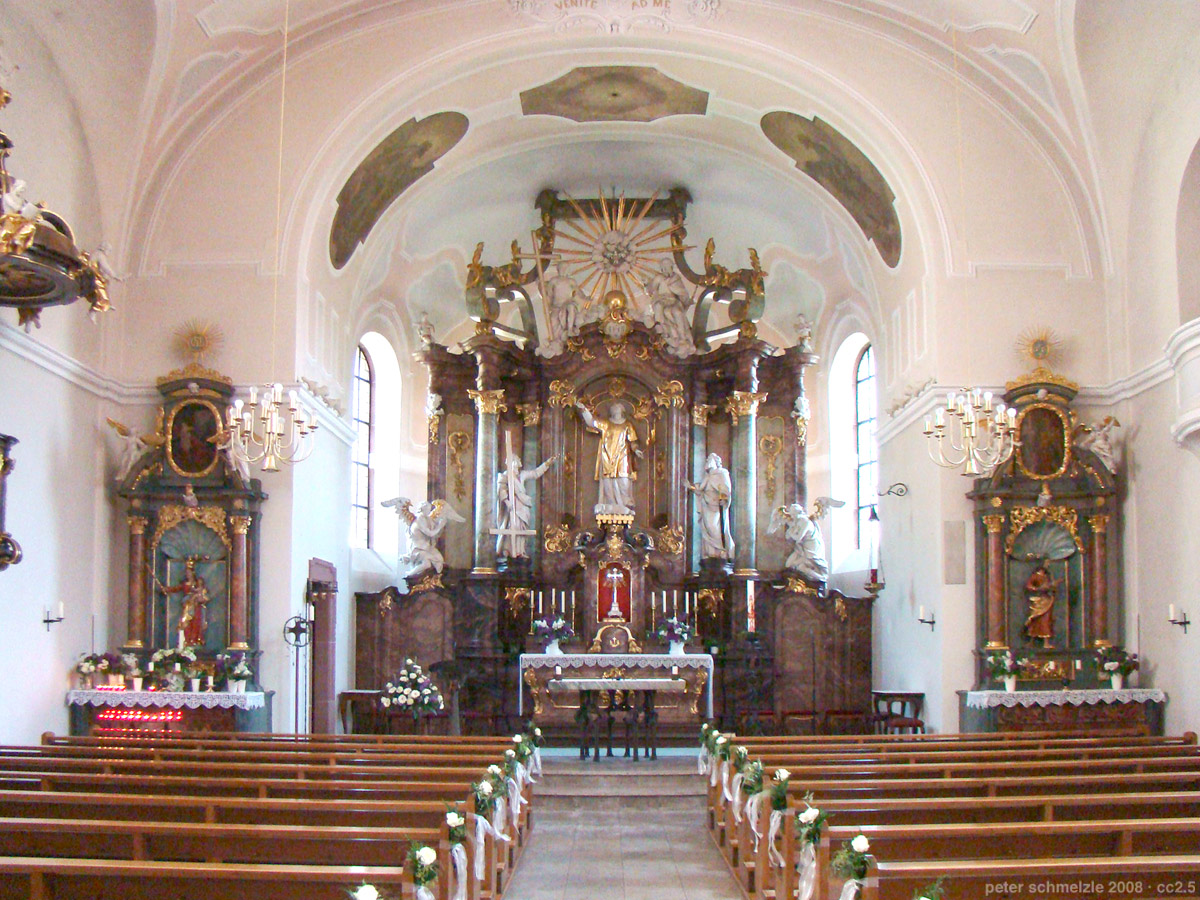
カトリック教会内陣
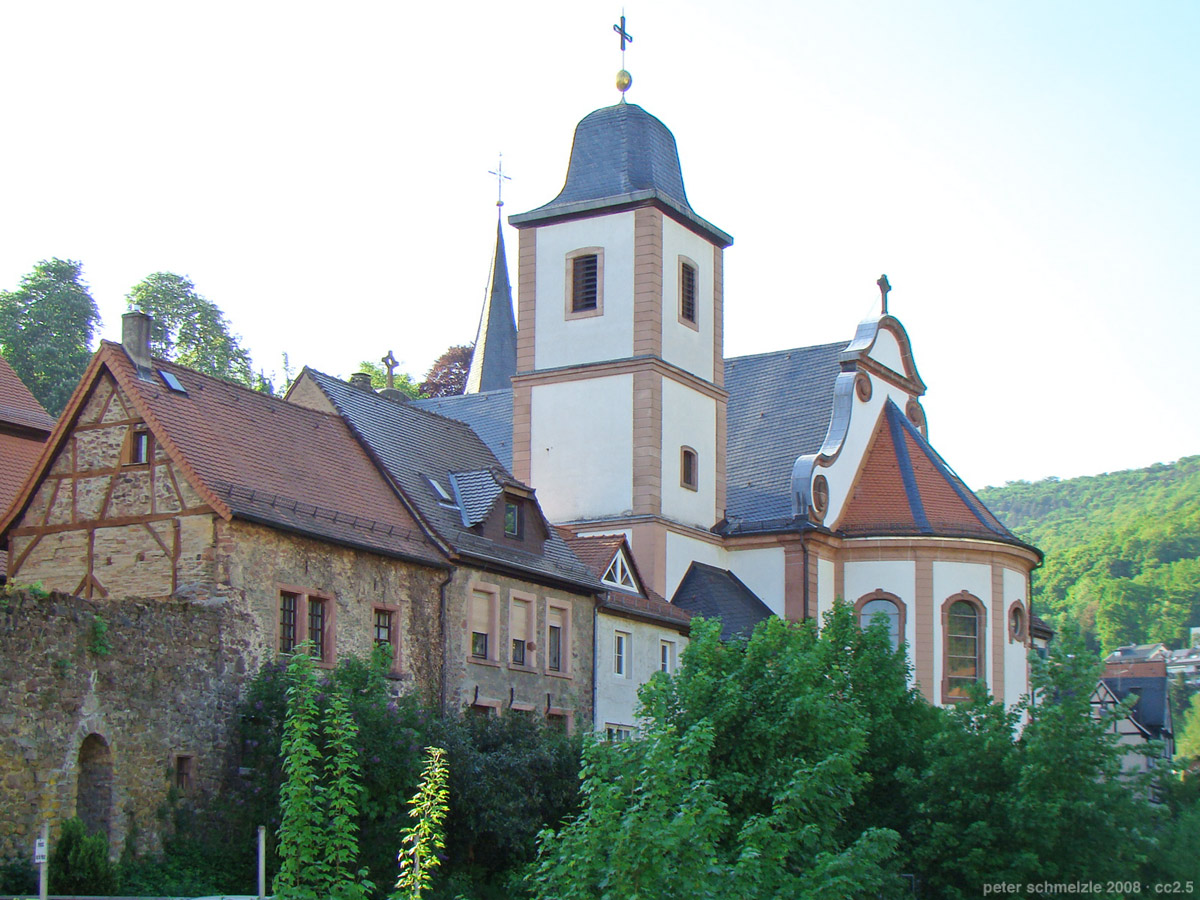
カトリック教会（南東側）

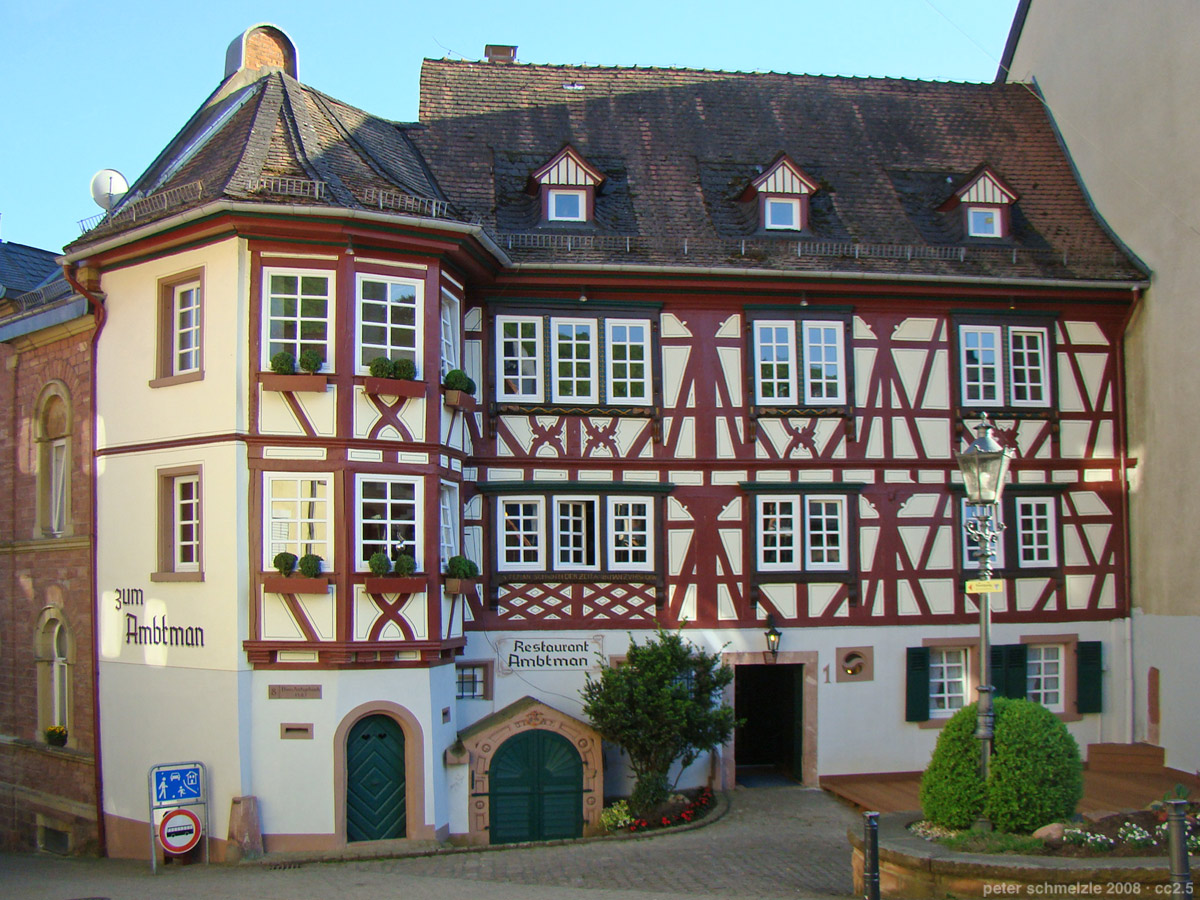
木組み建築Ambtmann

市役所は、16世紀の旧市役所跡に1861年から62年に建設された。14世紀の初代の市役所はこれらとは別の場所にあったと推定されている。
ネッカーシュタイナハには歴史的な建造物が多く遺されている。14世紀の旧市壁跡近くには中世風のブリッガーガッセと名付けられた小径がある。木組み建築Ambtmann、ヒルシュ通りの旧シナゴーグ、キルヒェン通りの歴史的な建築群であるシェーナウアー・ホーフがある。街の高度が低い箇所は何度も洪水に襲われており、ヒルシュ通りには洪水の指標がある。最も高い洪水は1824年、直近の洪水は1993年であった。
ダスルベルクには歴史的なゼバスティアン礼拝堂がある。

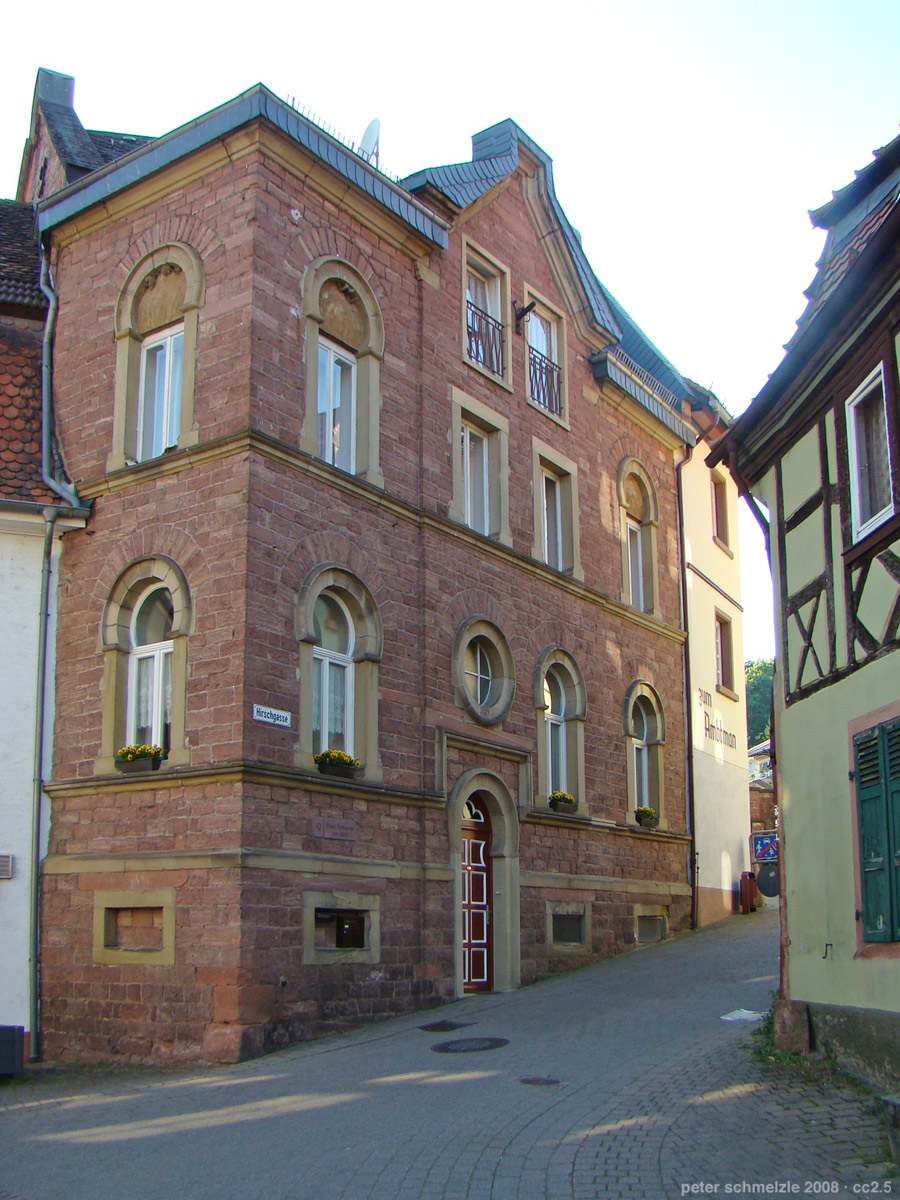
旧シナゴーグ
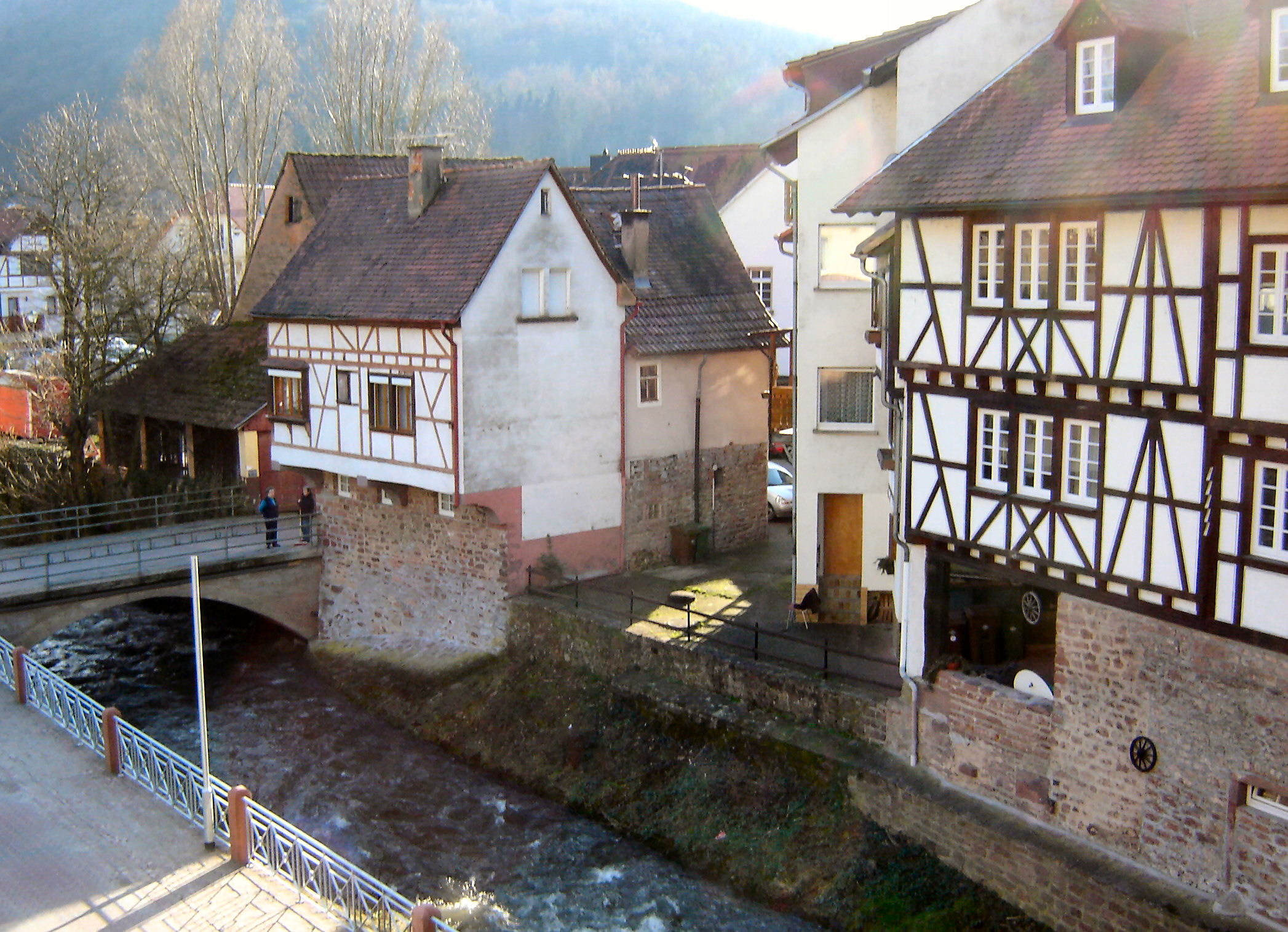
ネッカーシュタイナハ旧市街
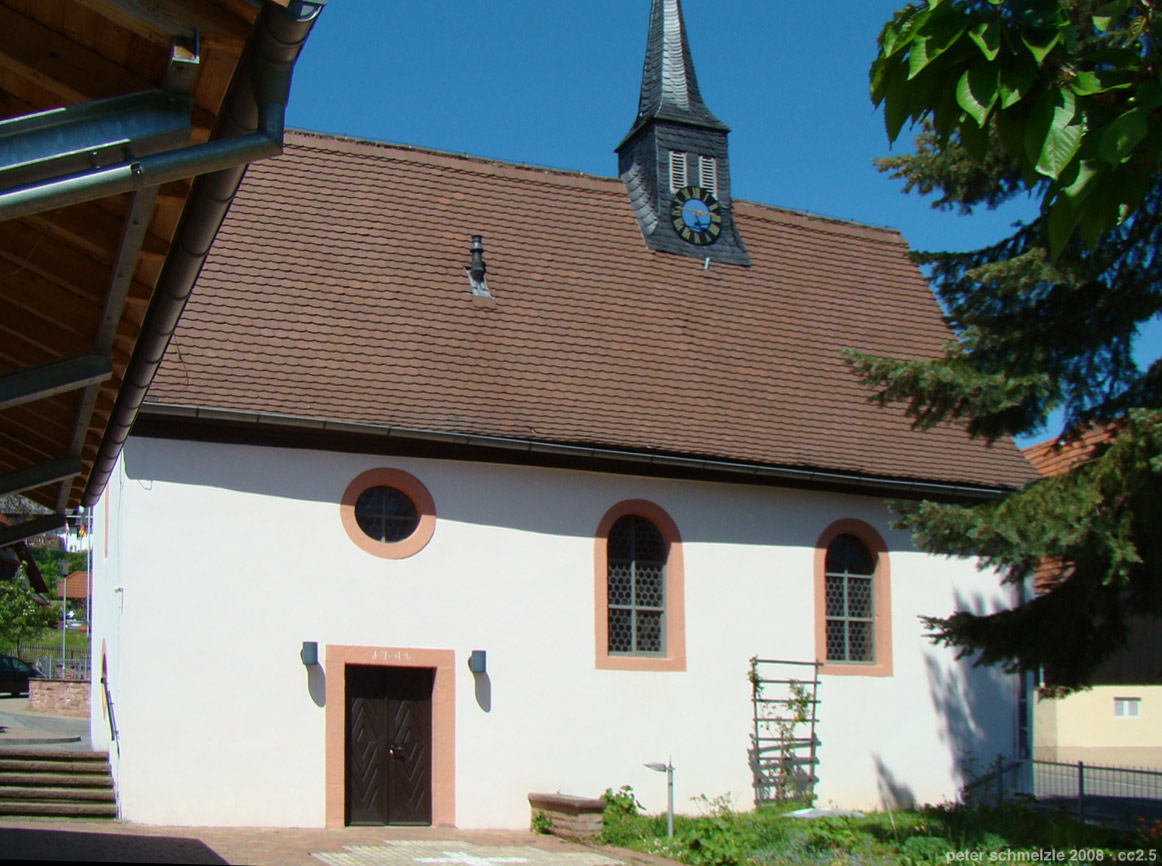
ダルスベルクのゼバスティアン礼拝堂

### 公園

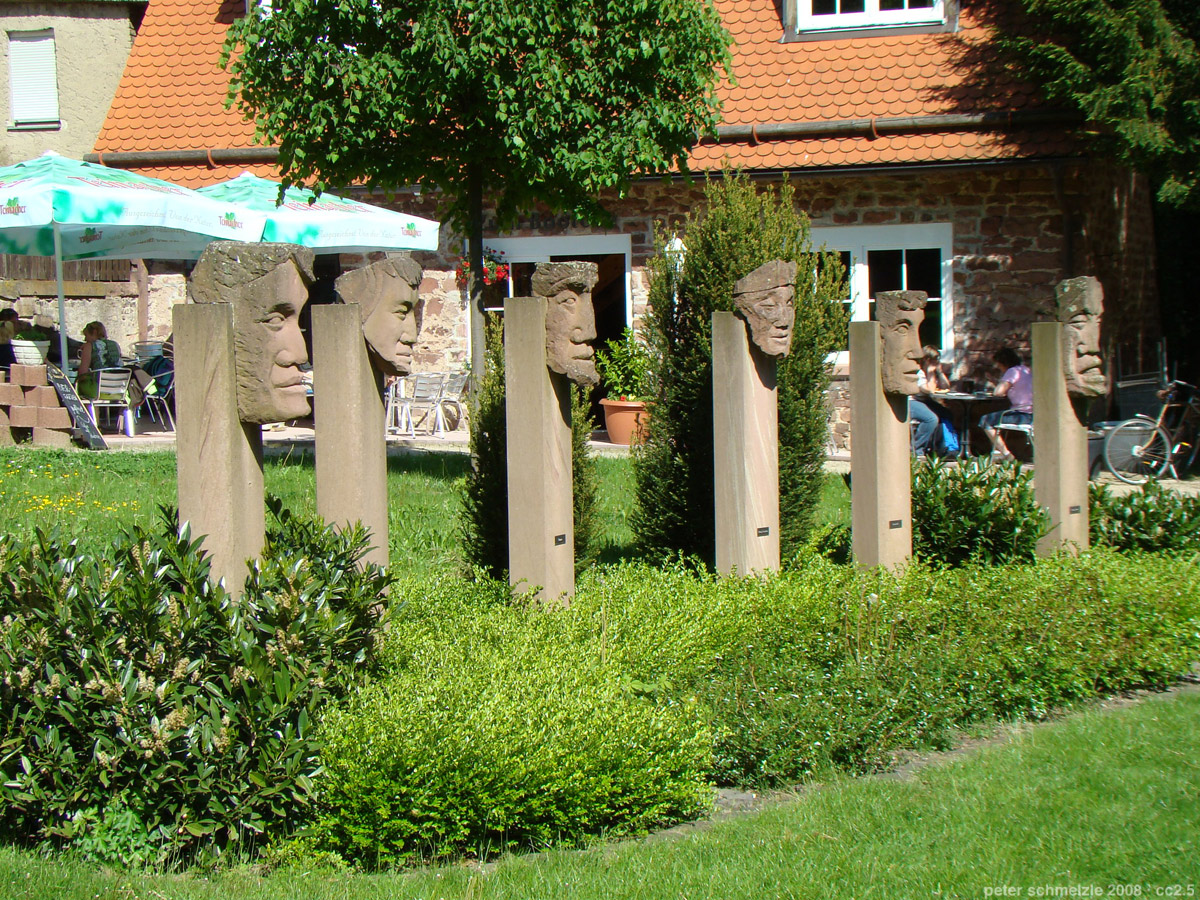
ニーベルンゲン・パークの彫刻

- ニーベルンゲン・パーク: 1998年に新しく設けられた公園で、ゼッカハ彫刻公園の彫刻家パウル・アウグスト・ヴァグナーの石彫が展示されている。

### 年中行事
- 3月の第1週末: 「Bürgerhaus zum Schwanen」で「ネッカー渓谷の書籍見本市」が開催される。
- ダルスベルク地区では、懺悔の火曜日（四旬節の前日）に魔女パレードが開催される。集落の入り口の草地で悪魔のダンスとグッゲンミュージックが演じられ、火の車輪が転がされる。
- イースターの2週間前には伝統的な夏のパレードが開催される。
- 聖霊降臨祭後の2週間後（三位一体祭後の最初の日曜日）に教会開基祭が行われ。4つの城がイルミネーションで飾られる。
- 7月の最終土曜日は、「ゲストの日」が祝われる。
- アドヴェントの第1週末は旧市街でクリスマス市が開かれる。

## 経済と社会資本

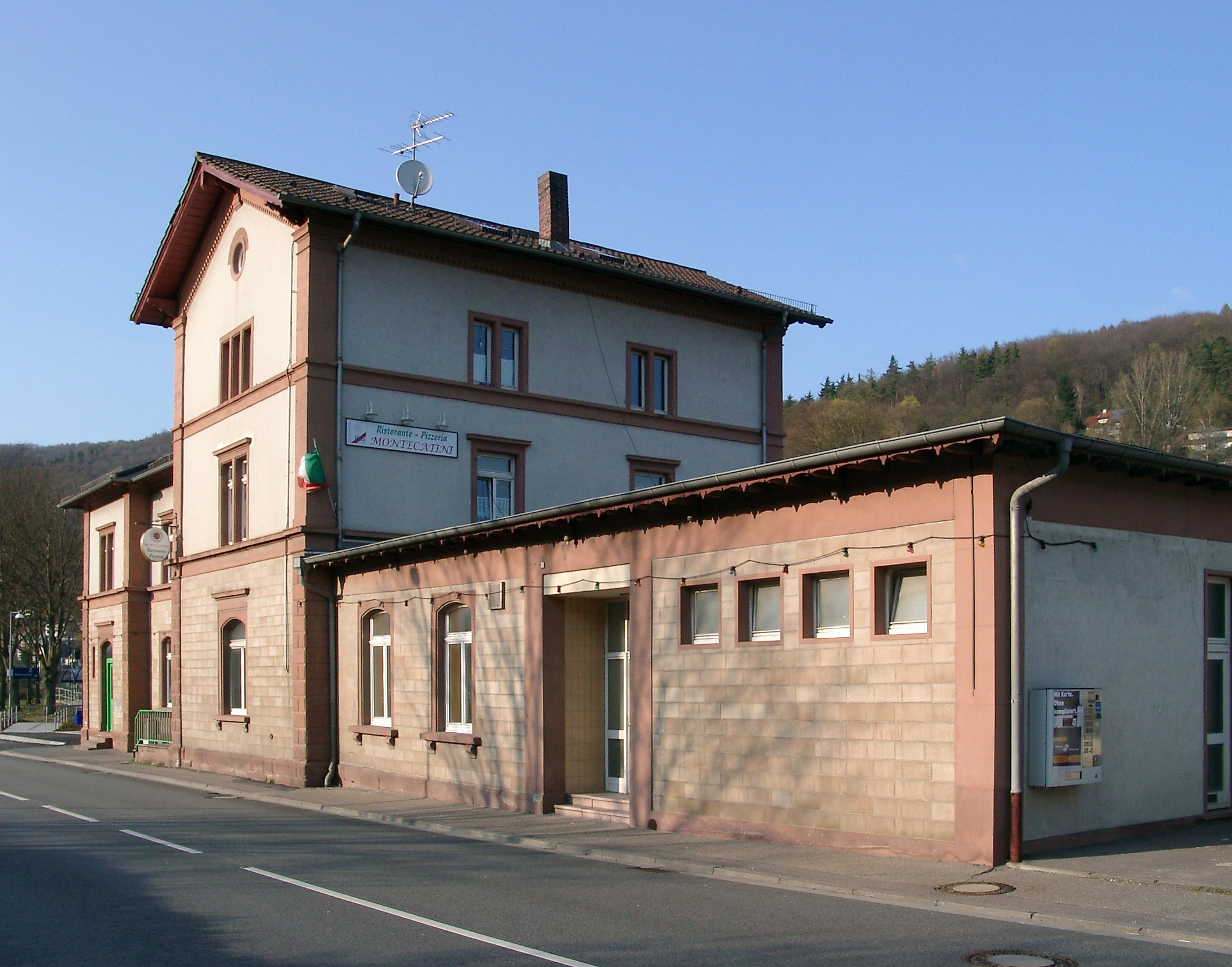
ネッカーシュタイナハ駅

### 交通
ネッカーシュタイナハおよびネッカーハウゼン地区には、1879年に開通したネッカータール鉄道ハイデルベルク - モースバッハ - バート・フリードリヒスハル線沿いの駅がある。2003年からは、ラインネッカーSバーンのS1系統およびS2系統が30分ごとに発着する。1928年から1981年まではシュタイナハ川沿いにシェーナウに向かう支線が走っていたが、旅客営業は廃線になる前の1969年にはすでに廃止されていた。
現在の動脈にあたる交通施設は、連邦道B37号線である。

### 地元企業
ネッカー渓谷の貨物輸送は、この街で長い伝統を持つ職業である。この職業は、船舶所有者一家が担っている。
旅行業者は、ハイデルベルクとエーバーバッハの間（一部はハイルブロンまで）のネッカー川沿いを保養地として推奨している。多くの旅館や宿泊施設がある。

### 教育
基礎課程、本課程、実業学校を併設したフライヘル・フォム・シュタイン・シューレ。

## 人物

### 出身者
- ブリッガー・フォン・シュタイナハ（Bligger von Steinach；1135年頃 - 1196年以後）　中世のミンネゼンガー。ゴットフリート・フォン・シュトラースブルクの『トリスタンとイゾルデ』において称賛された[4]。

- ヴァレンティン・ペーター・フォイアーシュタイン（1917年 - 1999年）画家、美術修復家、ステンドグラス作家

### ゆかりの人物
- ヤーコプ・オッター（1485年 - 1547年）プロテスタント神学者。ネッカーシュタイナハの初代のルター派牧師。

## 引用
1. ↑  Hessisches Statistisches Landesamt: Bevölkerung in Hessen am 31.12.2023 (Landkreise, kreisfreie Städte und Gemeinden, Einwohnerzahlen auf Grundlage des Zensus 2011)]
2. ↑  Max Mangold, ed (2005). Duden, Aussprachewörterbuch (6 ed.). Dudenverl. p. 576. ISBN 978-3-411-04066-7
3. ↑  Dieter Berger: Duden, geographische Namen in Deutschland: Herkunft und Bedeutung  der Namen von Ländern, Städten, Bergen und Gewässern. Mannheim/Leipzig/Wien/Zürich: Dudenverlag, 1993 (ISBN 3-411-06251-7), S. 194.
4. ↑  Lexikon des Mittelalters. Bd. II.  München/Zürich: Artemis 1983 (ISBN 3-7608-8902-6), Sp. 278-279 (Beitrag von V.Mertens).  - ゴットフリート・フォン・シュトラースブルク『トリスタンとイゾルデ』（石川敬三訳）、郁文堂、1976年、82頁。